# Varagavank
Varagavank ou Varakavank (en arménien Վարագավանք, en turc Yedi Kilise, « sept églises ») est un monastère arménien situé en dehors des frontières arméniennes, en Turquie près de Van et du monastère d'Aghtamar. Principalement érigé aux Xe et XIe siècles sous le mécénat des rois de Vaspourakan, cet important centre religieux a été détruit lors du génocide arménien.

## Situation géographique
Pour un article plus général, voir Vaspourakan.
Le monastère est situé à 9 km à l'est de Van, près du lac de Van, sur les pentes du mont Varag. Il est inclus dans la province de Vaspourakan (Arménie historique), aujourd'hui en Turquie orientale.
À quelques kilomètres s'élève en outre une dépendance, le petit monastère du « Haut Varag », aujourd'hui en ruine.

## Histoire
L'histoire de Varagavank remonte au IIIe siècle lorsque, en route vers Vagharchapat avec ses compagnes, sainte Hripsimé y dépose un fragment de la Vraie Croix. Ce fragment est perdu puis retrouvé par deux moines en 664, et un ermitage est érigé pour l'abriter, sous l'égide du Catholicos Nersès III le Bâtisseur. Au début du XIe siècle, le roi Sénéqérim-Hovhannès de Vaspourakan le transforme en monastère, abritant notamment la nécropole des Arçrouni. Deux objets précieux y sont déposés, une staurothèque contenant le fragment de la Vraie Croix, commandée par le roi Gagik Ier de Vaspourakan, et l'Évangile dit « de la reine Mlké » (son épouse), dotée d'une reliure d'or et de perles. Lieu de la fête annuelle de la Croix de Varag et centre de production de miniatures, le monastère va devenir « le plus riche et le plus renommé des monastères de la région du lac de Van ».
Résidence de l'archevêque de Van, le site connaît une période de déclin au XVIe siècle, avant d'être restauré en 1648, à la suite d'un tremblement de terre. En 1857 y est fondé le séminaire Zharangavorats. Le monastère est cependant saccagé en 1896, dans le cadre des massacres hamidiens.
Lors du génocide arménien, il est un centre de refuge pour des milliers d'Arméniens, notamment en raison de sa position stratégique contrôlant les deux routes reliant Van à la frontière perse. Le 8 mai 1915, le monastère est pris et livré aux flammes ; il n'en subsiste aujourd'hui que des ruines.

## Bâtiments
Pour un article plus général, voir Architecture arménienne.

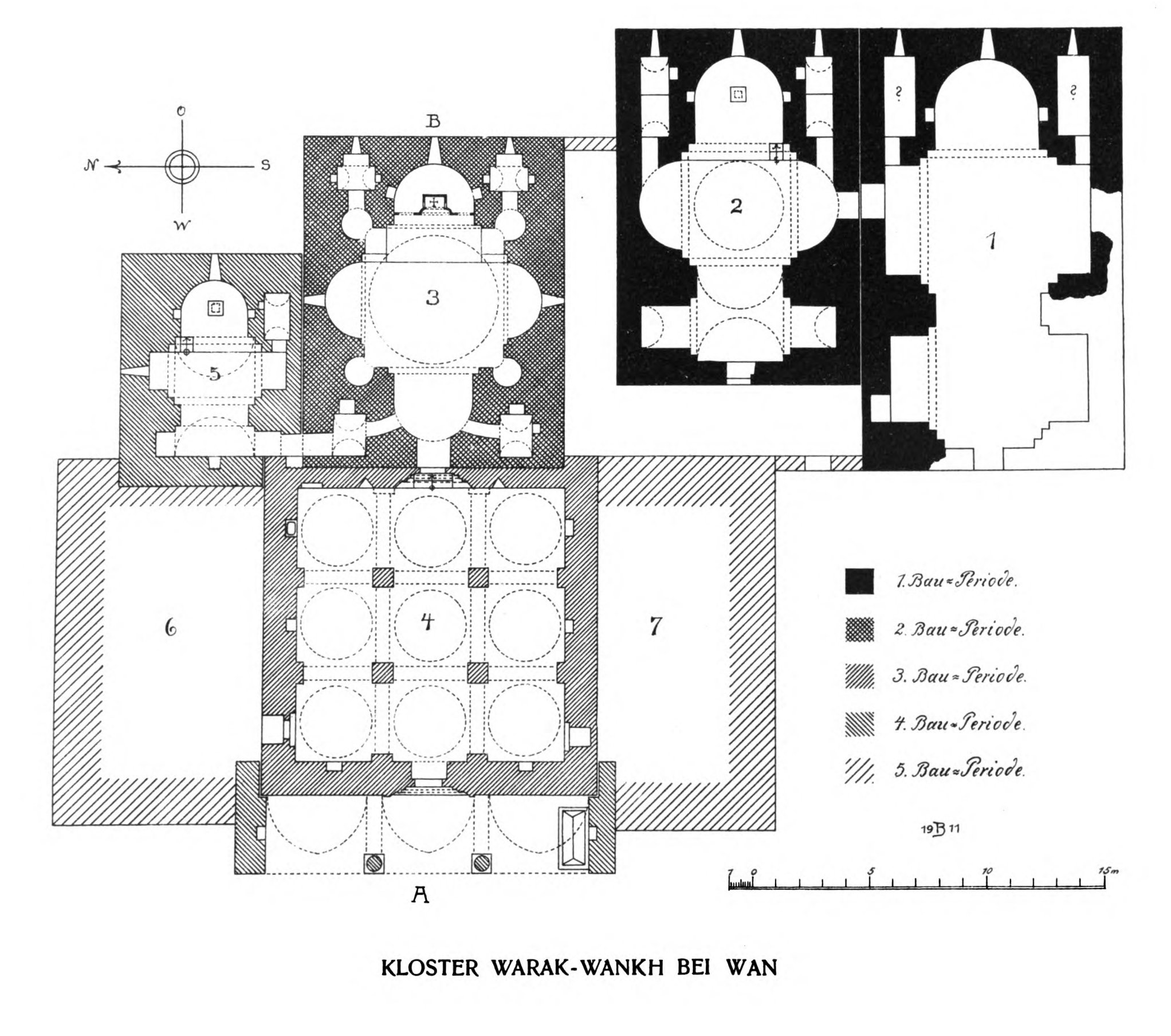
Plan du Varagavank (1913)

Le monastère de Varagavank est composé de sept églises : Sourp Sopi (« Sainte-Sophie », fondée en 981 par Khouchouch, épouse de Sénéqérim-Hovhannès et fille de Gagik Ier d'Ani), Sourp Hovhannès (« Saint-Jean », un triconque), Sourp Astvatsatsin (« Sainte-Mère-de-Dieu », l'église tétraconque principale), Sourp Nshan (« Saint-Signe »), Sourp Khash (« Sainte-Croix », 1817), Sourp Sion (« Saint-Sion », 1849) et Sourp Gevork (« Saint-Georges », un jamatoun de 14 m de côté, œuvre de l'architecte Tiratour ornée de fresques représentant notamment sainte Hripsimé, sainte Gayané, les archanges Gabriel et Michel).

## Galerie

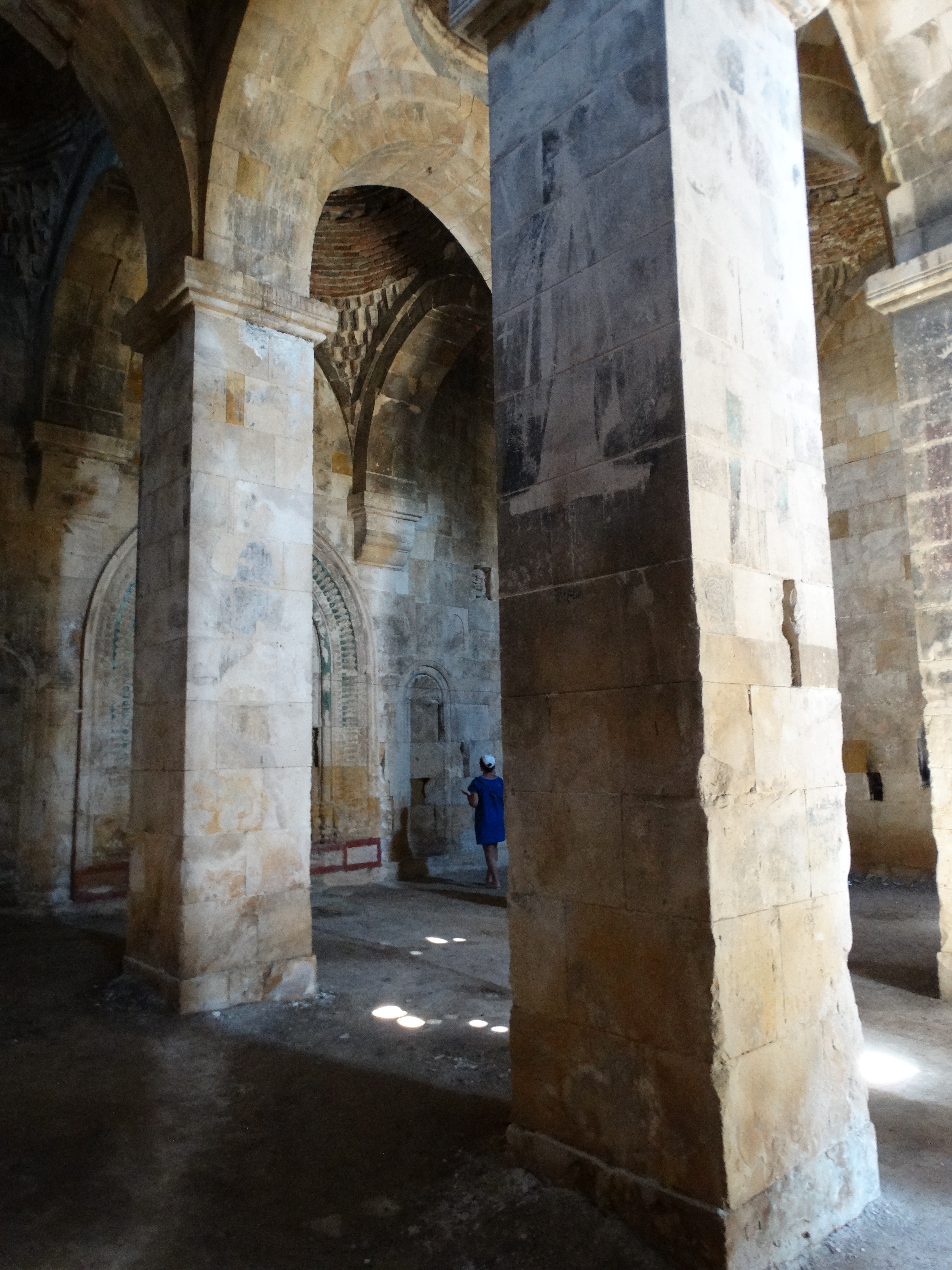
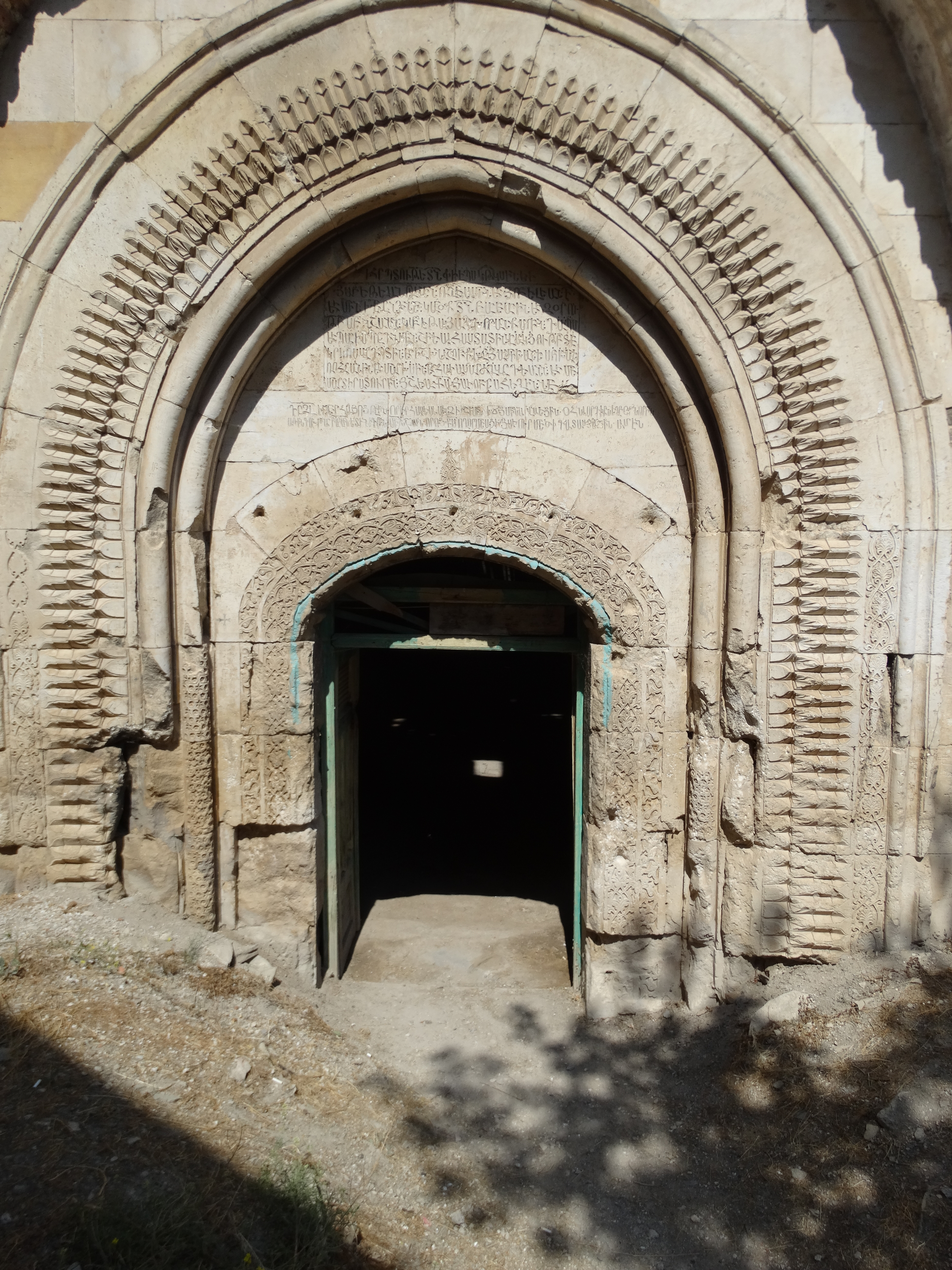
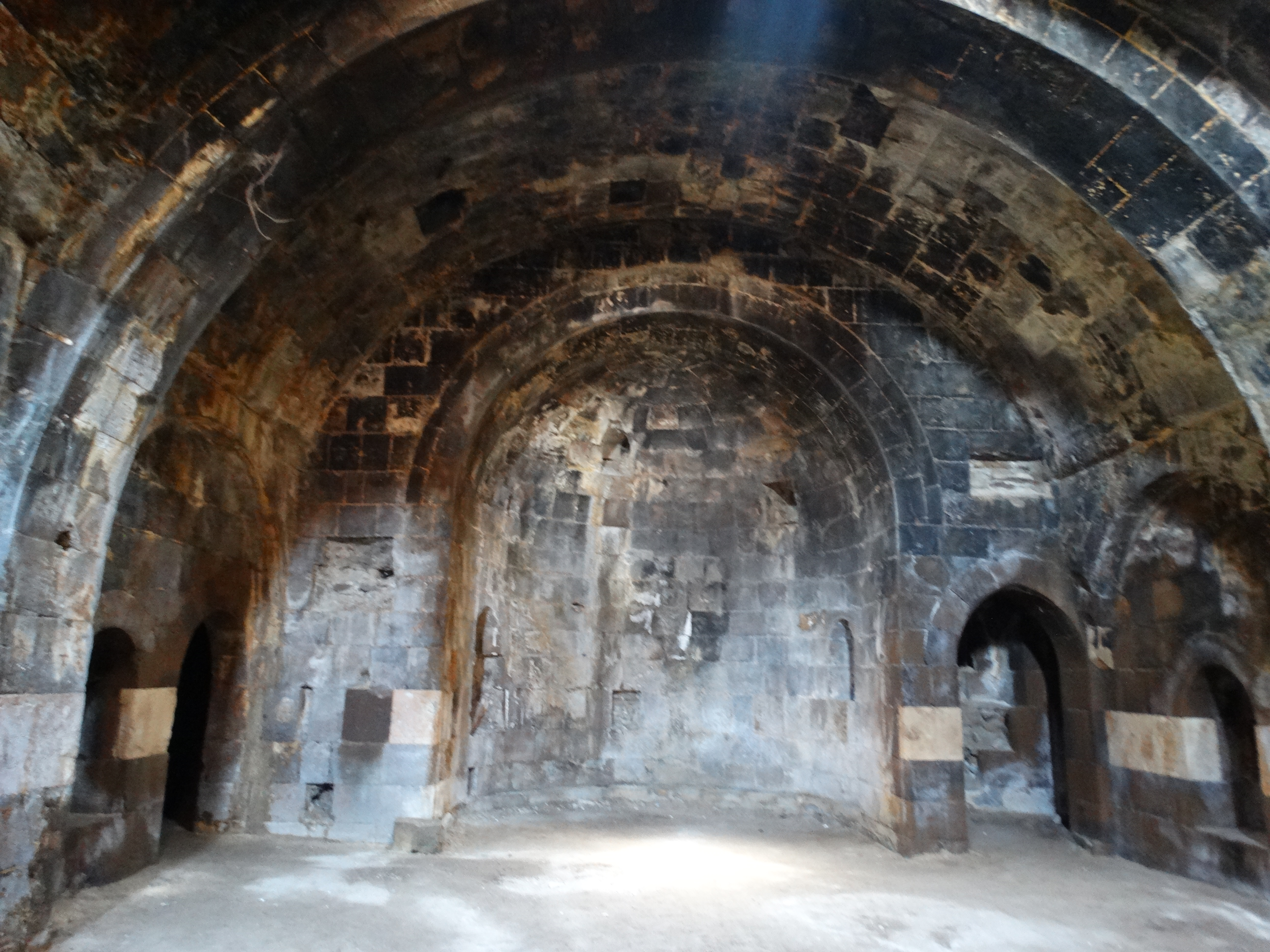
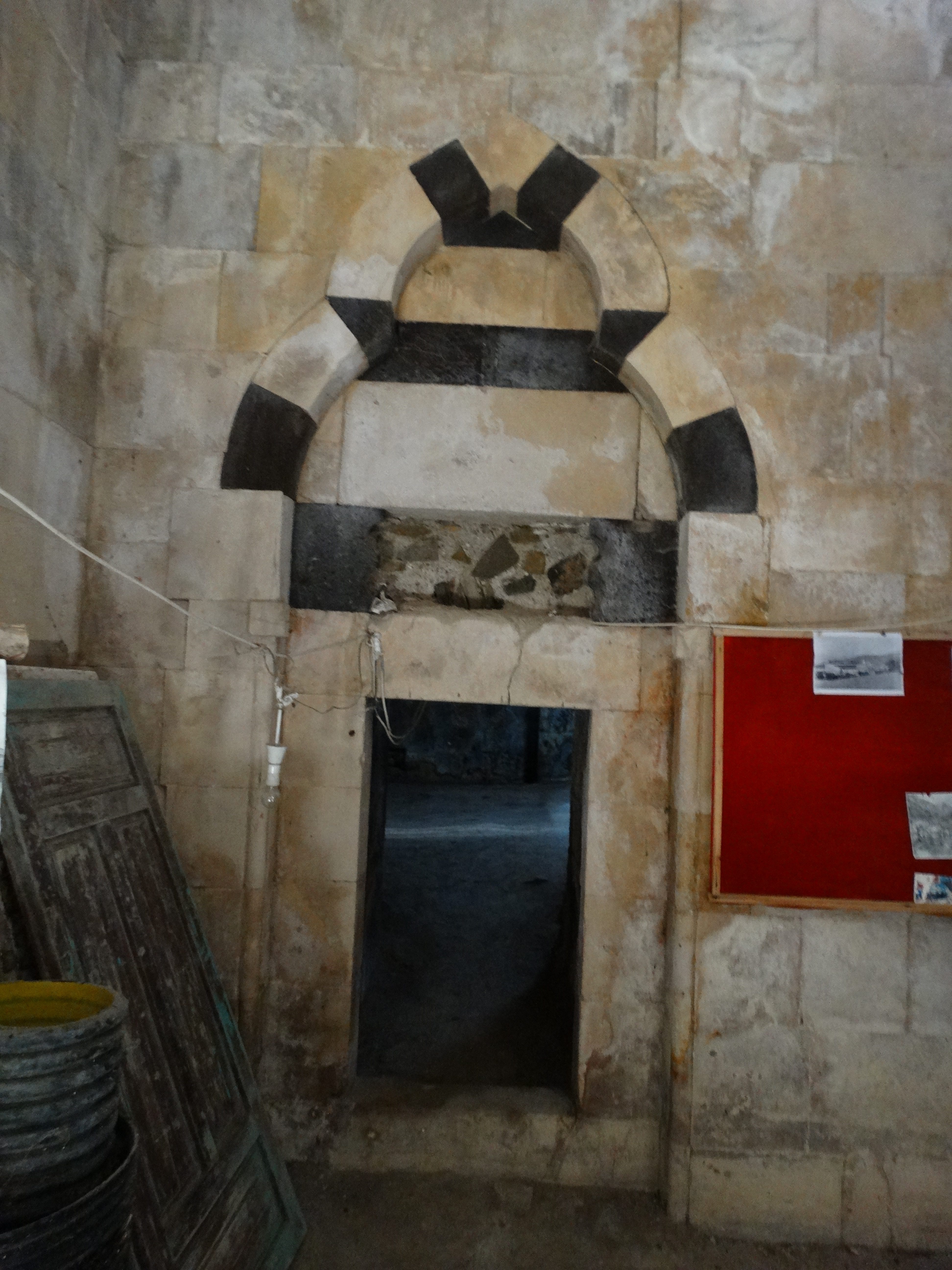
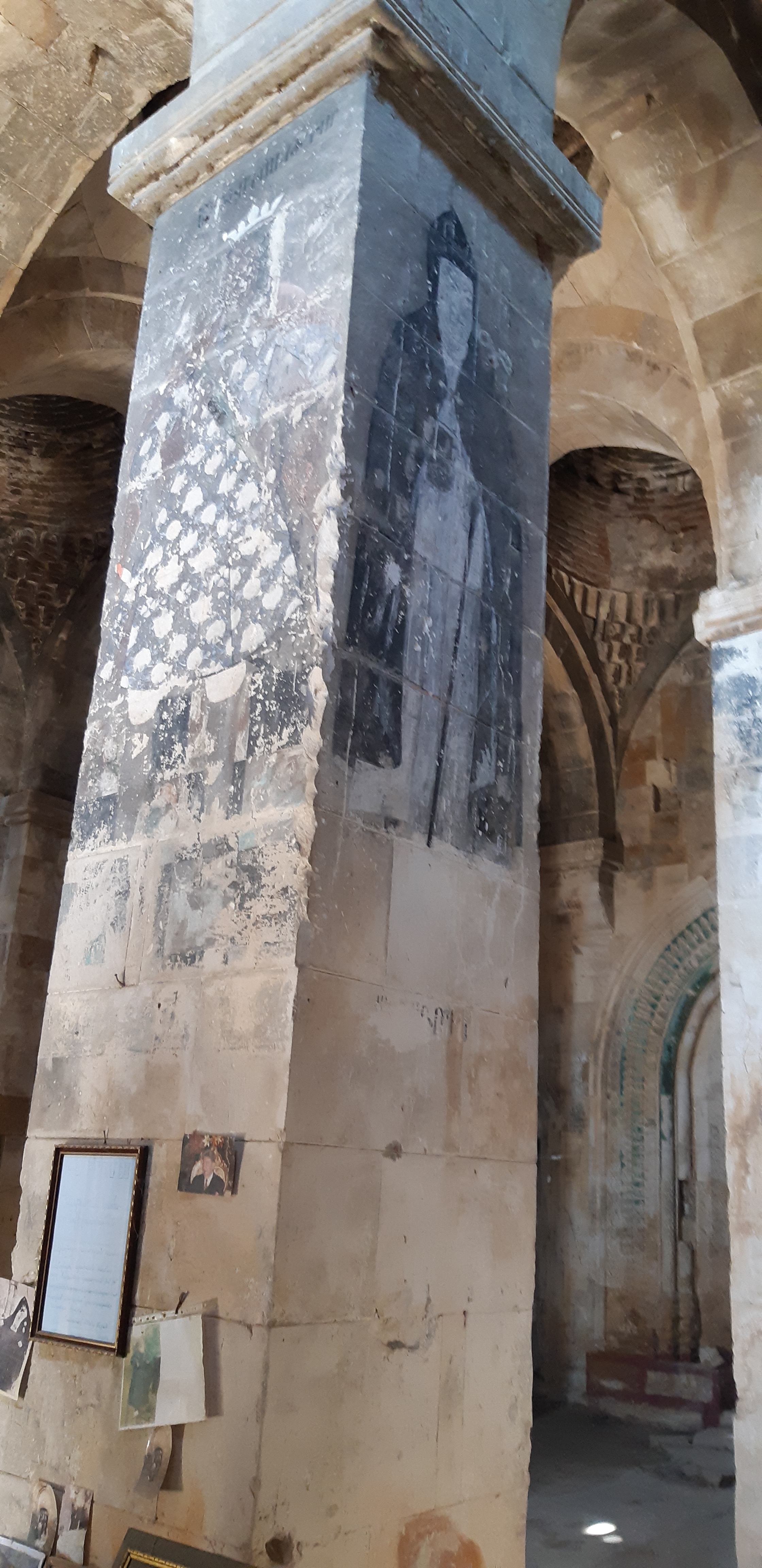
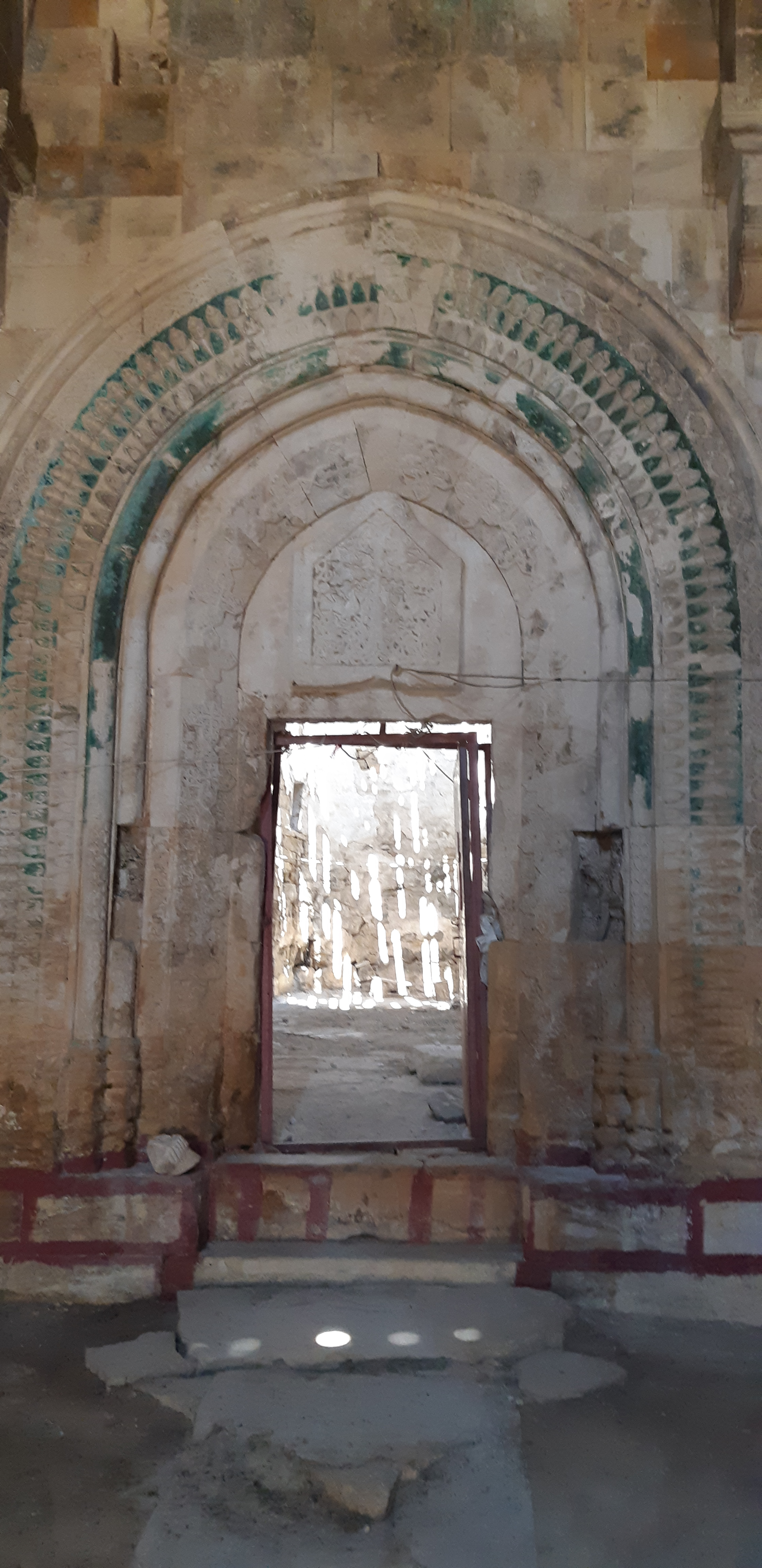
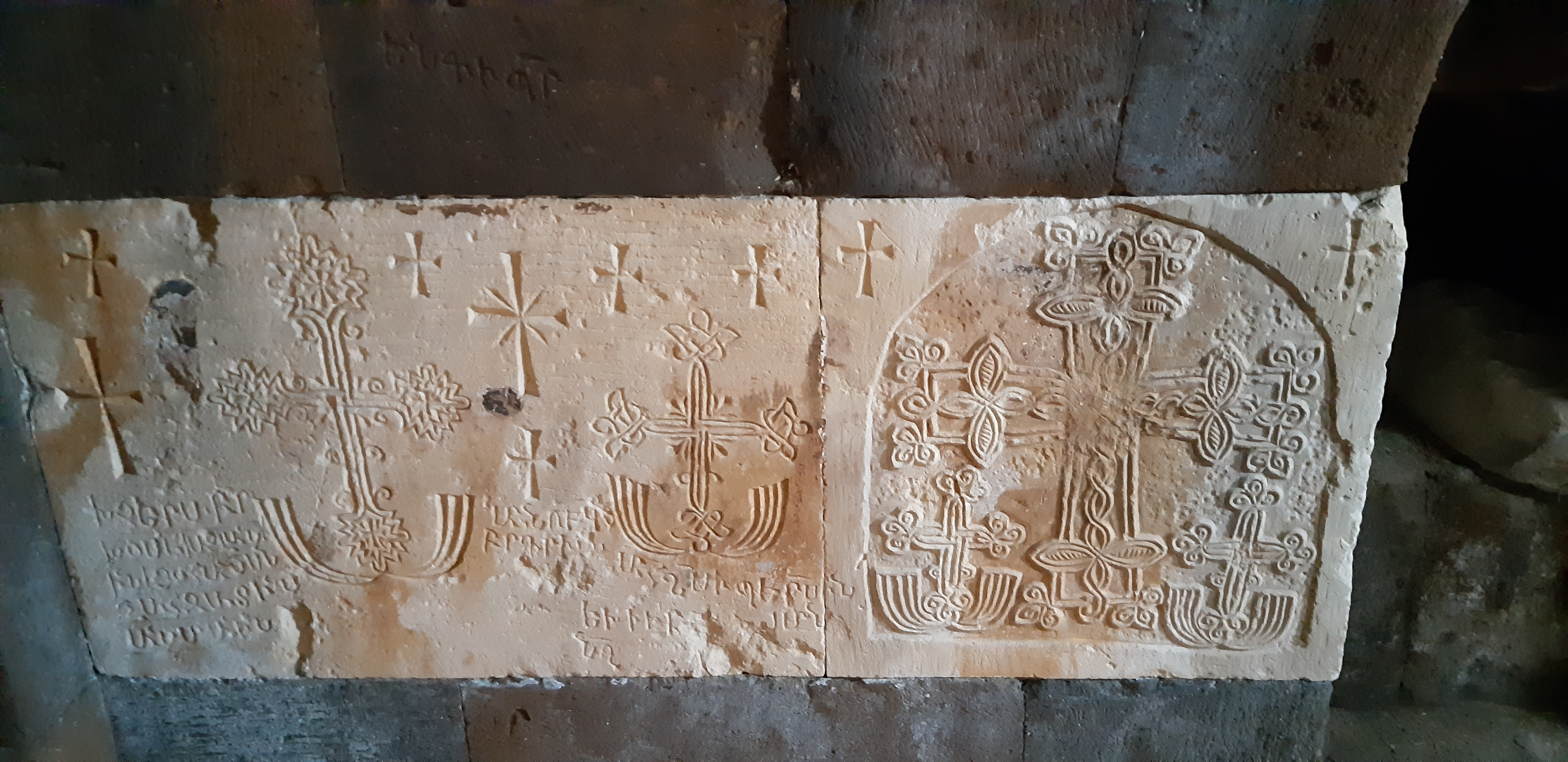
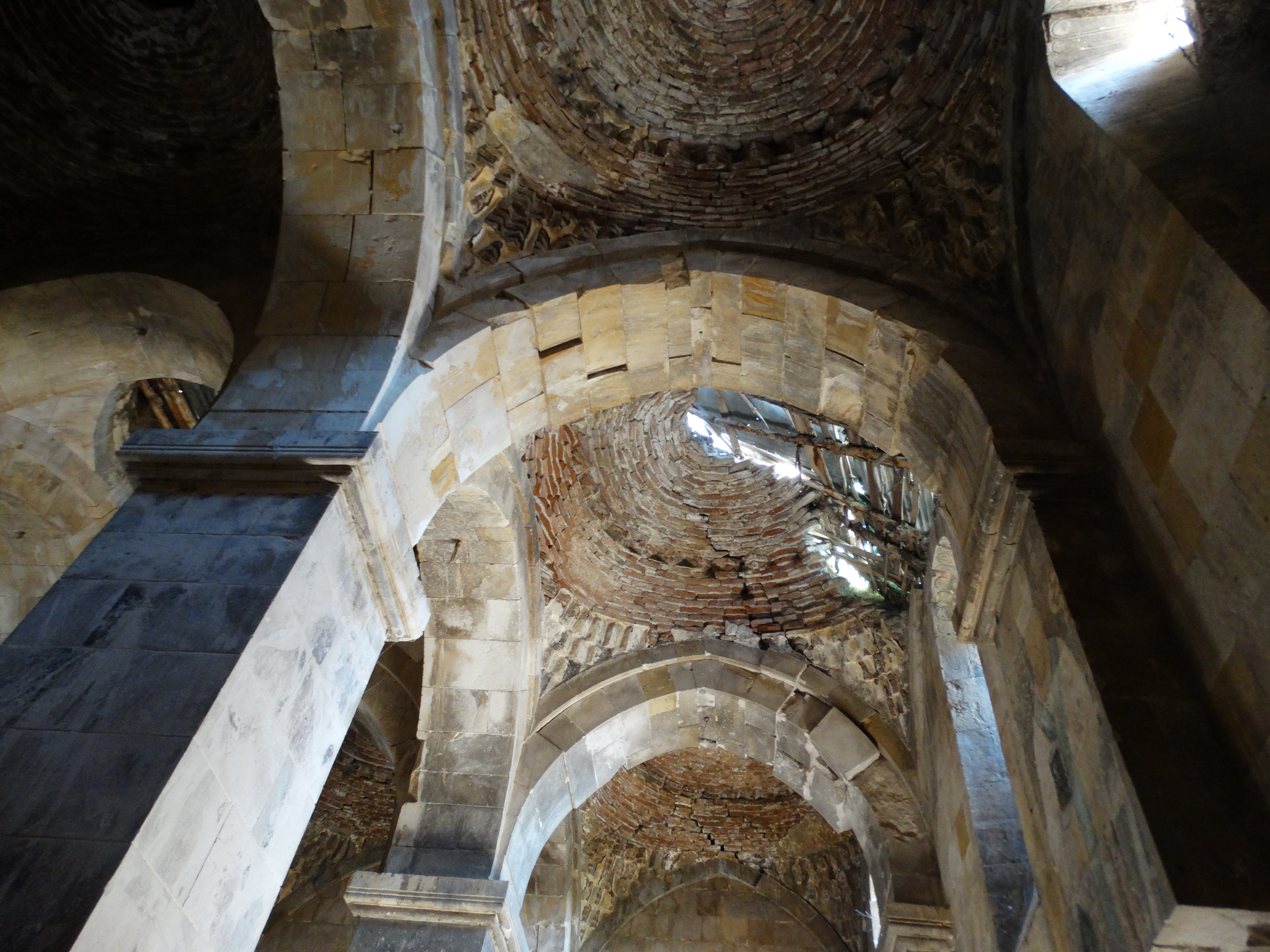